# Dorfkirche Gentha

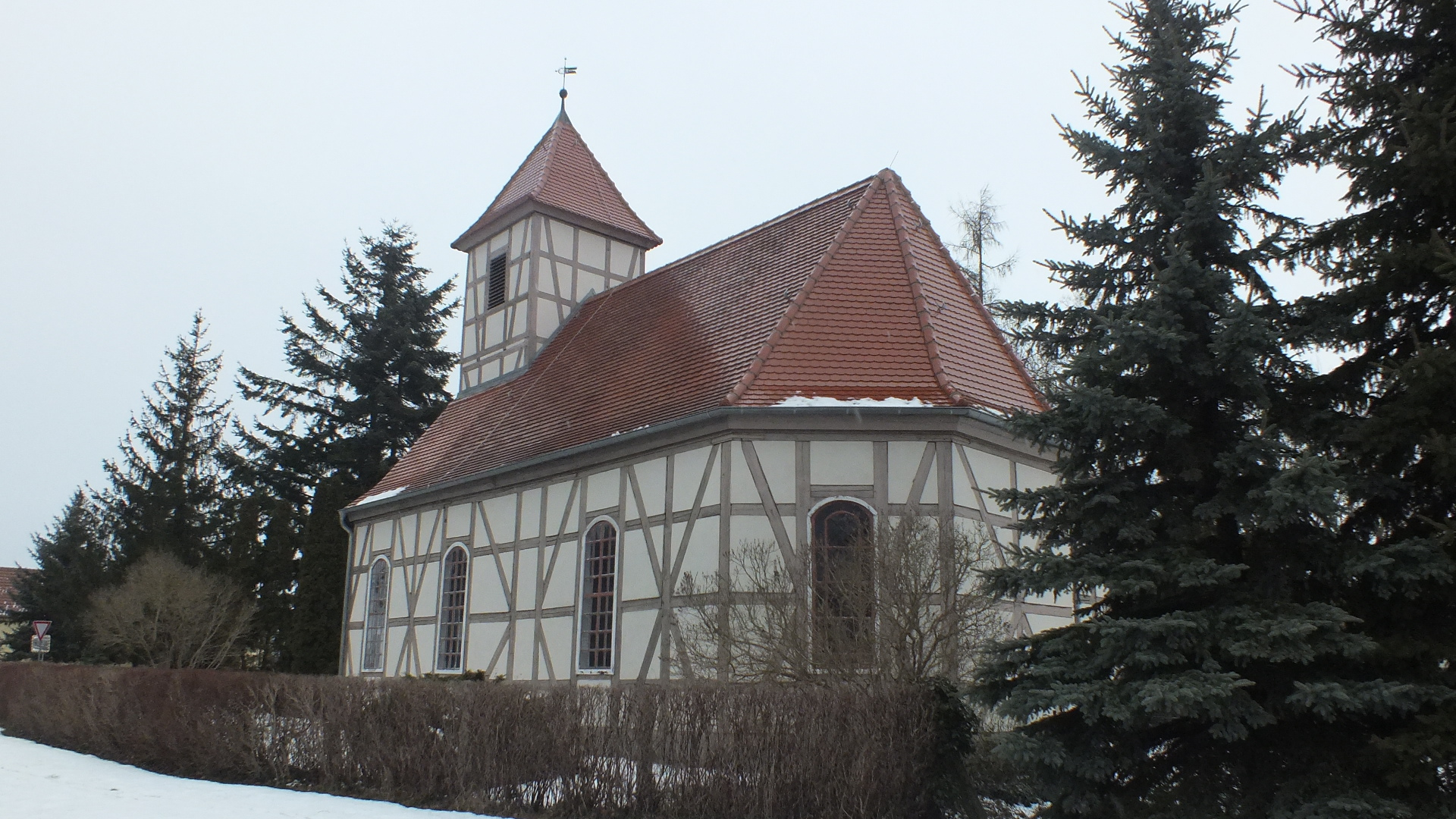
Dorfkirche Gentha

Die unter Denkmalschutz stehende evangelische Dorfkirche Gentha  befindet sich in Gentha, einem Ortsteil von Jessen (Elster) im Landkreis Wittenberg in Sachsen-Anhalt.

## Lage
Die Landstraße 37 führt als Ruhlsdorfer Straße von Südwesten kommend in das historische Ortszentrum. Sie trifft dort auf die von Südosten kommende Kreisstraße 2235 und führt in nordwestlicher Richtung wieder aus dem Ort hinaus. Nördlich dieser Kreuzung steht das Bauwerk auf einem Grundstück, dass mit einer Hecke eingefriedet ist.

## Geschichte
Die in Fachwerkbauweise errichtete Kirche stammt aus dem Jahr 1655 und wurde auf Veranlassung von Hedwig von Dänemark errichtet.

## Baubeschreibung

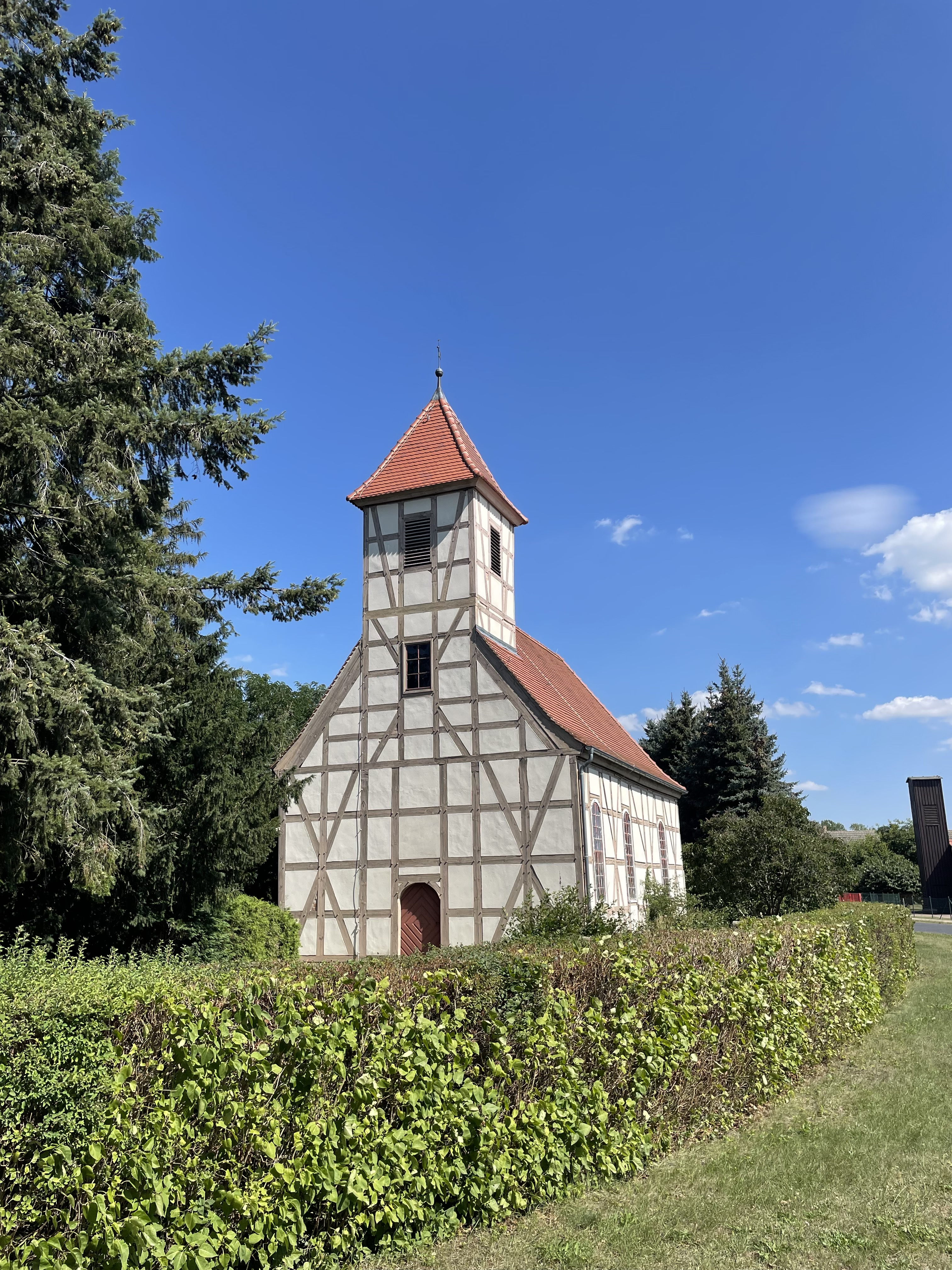
Ansicht von Südwesten

Das Bauwerk besitzt einen dreiseitigen Ostschluss, an dessen östlicher Seite ein kleines und hochrechteckiges Fenster eingelassen ist. An der Nordost- und Südostseite sind hingegen je ein großes Rundbogenfenster, das sich annähernd über die gesamte Höhe des Chores erstreckt.
Daran schließt sich nach Westen das Kirchenschiff an. Es hat einen im Kern rechteckigen Grundriss. An der Nordseite befinden sich ein zweigeschossiger Anbau für eine Loge sowie eine Sakristei. Der Anbau kann durch zwei hochrechteckige Pforten von Westen her betreten werden. Zwischen Chor und Anbau ist ein kleines und hochrechteckiges Fenster, zwischen Anbau und Westturm ein großes, rundbogenförmiges Fenster. Drei weitere, gleichartig konstruierte Öffnungen dominieren die Südseite des Langhauses.
Der Kirchturm nimmt die volle Breite des Schiffs auf und kann durch eine Pforte von Westen her betreten werden. An der Nordseite ist ein kleines, rechteckiges Fenster. Oberhalb der Dachtraufe des Schiffs erstreckt sich ein quadratischer Turmaufsatz mit je einer hochrechteckigen Klangarkade an jeder Seite. Der Turm schließt mit einem Pyramidendach mit Turmkugel und Kreuz ab.

## Ausstattung
Der hölzerne Altaraufsatz in Ädikulaform mit Wangen ist eine Stiftung von Hedwig von Dänemark. Diese ist anstelle eines Jüngers auf dem Abendmahlgemälde des Altars dargestellt. Die Patronatsloge der Kirche ist verglast, Emporen befinden sich an der Nord- sowie Westwand. An der Balkendenke befinden sich erneuerte Schablonenmalereien. Die barocke Kanzel stammt aus dem 18. Jahrhundert. Eine kelchförmige, aus Sandstein gefertigte Taufe ist in Formen des Barock ausgeführt.
1864 oder 1865 schenkte die Gemeinde der Kirche eine Orgel.
Westlich des Gebäudes erinnert ein Findling mit einer Inschrift an die Opfer von Krieg und Gewalt.